# Гарлиця-Мурована
Гарлиця-Мурована (пол. Garlica Murowana) — село в Польщі, у гміні Зельонки Краківського повіту Малопольського воєводства.
Населення — 380 осіб (2011).
У 1975-1998 роках село належало до Краківського воєводства.

## Демографія
Демографічна структура станом на 31 березня 2011 року:
|          | Загалом | Допрацездатний вік | Працездатний вік | Постпрацездатний вік |
| -------- | ------- | ------------------ | ---------------- | -------------------- |
| Чоловіки | 180     | 39                 | 129              | 12                   |
| Жінки    | 200     | 43                 | 120              | 37                   |
| Разом    | 380     | 82                 | 249              | 49                   |